# Nos héros sont morts ce soir
Pour plus de détails, voir Fiche technique et Distribution.
Nos héros sont morts ce soir est un film dramatique français écrit et réalisé par David Perrault, sorti en 2013.

## Synopsis
À Paris, dans les années 1960, Victor, un soldat qui a été renvoyé de la Légion étrangère, se fait engager grâce à son ami Simon comme catcheur. Il sera « l'Équarisseur de Belleville » et devra combattre contre Simon, le « Spectre. » Les combats sont truqués et répétés pour être plus spectaculaires. Mais Simon, sentant le besoin de reconnaissance de Victor, lui propose d'échanger les rôles lors de leur premier combat, car sous leurs masques personne ne les reconnaitra.

## Fiche technique
- Titre original : Nos héros sont morts ce soir
- Réalisation : David Perrault
- Scénario : David Perrault
- Direction artistique : Florian Sanson
- Assistant Réalisateur : Claude Guillouard
- Costumes : Virginie Alba
- Montage : Maxime Pozzi-Garcia
- Musique : Julien Gester et Olivier Gonord
- Photographie : Christophe Duchange
- Son : Thierry Ducos, Rémi Gauthier et Guillaume Leriche
- Production : Farès Ladjimi
- Sociétés de production : Mille et Une Productions
- Sociétés de distribution :  UFO Distribution
- Pays d'origine :  France
- Budget :
- Langue : français
- Durée : 97 minutes
- Format  : noir et blanc - DCP - Scope 2:35
- Genre : drame
- Dates de sortie :
  -  France : mai 2013 (festival de Cannes 2013), 23 octobre 2013

## Distribution
- Denis Ménochet : Victor
- Jean-Pierre Martins : Simon
- Constance Dollé : Jeanne
- Philippe Nahon : Ferdinand
- Pascal Demolon : Le Finlandais
- Alice Barnole : Anna
- Yann Collette : Tom
- Cosme Castro : Angelo
- Christian Dieu: Entraîneur de Catch
- Frédéric Juste: L'Ange Blanc
- Kévin Raso: Catcheur
- Olivier Lacaze: Catcheur
- Kévin Noriéga: Catcheur
- Régis Barraud: Catcheur
- Racca: Catcheur

## Distinction

### Sélection
- Festival de Cannes 2013 : en compétition, sélection « Semaine de la critique »[1]